# Bastasi (miasto Banja Luka)
Bastasi (cyr. Бастаси) – wieś w Bośni i Hercegowinie, w Republice Serbskiej, w mieście Banja Luka. W 2013 roku liczyła 157 mieszkańców.